# Блоашюц

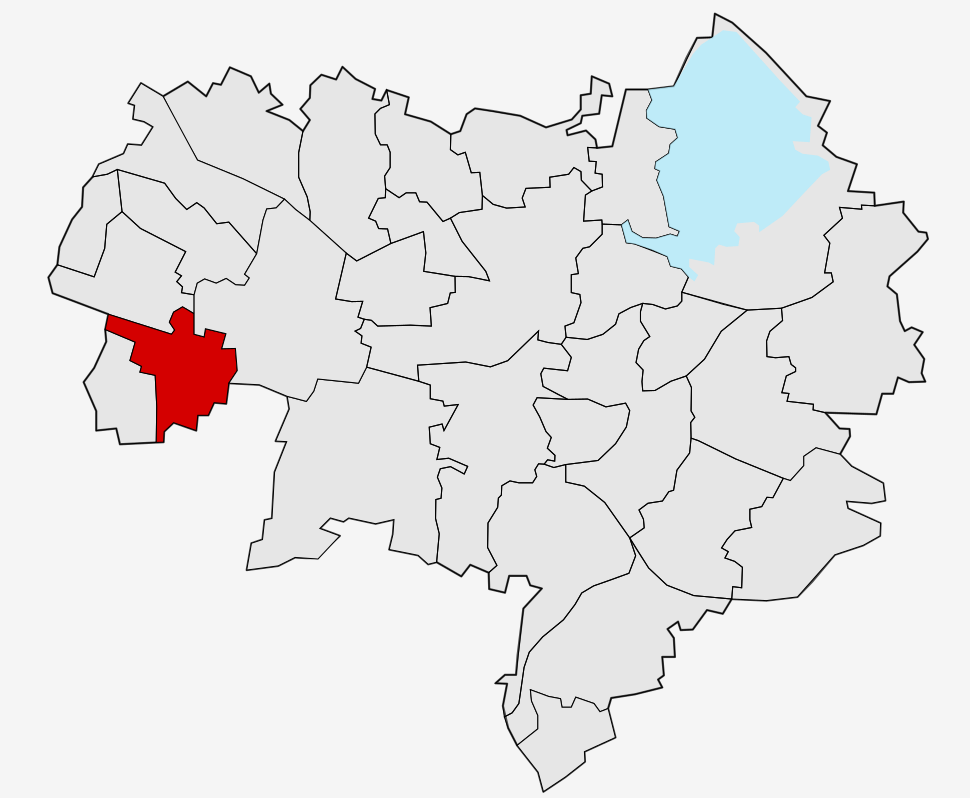
Блоашюц на городской карте Баутцена

Блоашюц или Бло́гашецы (нем. Bloaschütz; в.-луж. Błohašecyо файле) — сельский населённый пункт в Верхней Лужице, входящий с 1999 года в городские границы Баутцена, Германия. Район Баутцена.

## География
Находится на западе Баутцена. Через населённый пункт проходит автомобильная дорога S100 в сторону Каменца.
На западе от деревни находится промышленно-коммерческий район «Salzenforst», основанный в 2000 году. Недалеко от деревни на автомагистрали A4 находится станция технического обслуживания.
Соседние населённые пункты: на севере — деревня Горни-Вунёв (в городских границах Баутцена), на северо-востоке — деревня Слона-Боршч (в городских границах Баутцена), на юго-востоке — деревня Тши-Гвезды коммуны Гёда, на юге — деревня Нове-Блогашенцы коммуны Гёда, на западе — деревни Дебрикецы (в городских границах Баутцена) и Янецы коммуны Гёда и на северо-западе — деревня Больборцы (в городских границах Баутцена).

## История
Впервые упоминается в 1296 году под наименованием Heinemannus de Bloschwicz. С 1969 по 1994 года деревня входила в состав коммуны Зальценфорст-Больбриц, с 1994 года — в коммуну Клайнвелька, в 1999 году вошла в городские границы Баутцена.
В настоящее время деревня входит в состав культурно-территориальной автономии «Лужицкая поселенческая область», на территории которой действуют законодательные акты земель Саксонии и Бранденбурга, содействующие сохранению лужицких языков и культуры лужичан.
Исторические немецкие наименования
- Heinemannus de Bloschwicz, 1296
- Bloschitz, 1419
- Bloschwitz, 1502
- Bloeschitz, 1515
- Bloaschicz, 1556
- Blowaschitz, 1580
- Bloaschütz, auch Haberdörfel, 1790
- Alt-Bloaschütz, 1875

Историческое серболужицкое наименование
- Błowašecу

Серболужицкий натуралист Михал Росток в своём сочинении «Ležownostne mjena» упоминает следующие земельные наделы, находящиеся в окрестностях деревни Блогашецы: Truhi, Kruwjace keŕki, Brězynka, Pola studnički, Radworny, Kurec hory, Wólšina, Huste keŕki, Kosmač, Łuka při fórbarku.

## Население
Официальным языком в населённом пункте, помимо немецкого, является также верхнелужицкий язык.
Согласно статистическому сочинению «Dodawki k statisticy a etnografiji łužickich Serbow» Арношта Муки в 1884 году в деревне проживало 98 человека (из них — 93 лужичанина).
| 1834 | 1871 | 2020 |
| ---- | ---- | ---- |
| 83   | 108  | 117  |

## Достопримечательности
Культурные памятники федеральной земли Саксония
Всего в деревне четыре объекта памятников культуры и истории.
| № | Объект                      | Немецкое наименование | Датировка                  | Месторасположение                        | Номер объекта в реестре | Фото |
| - | --------------------------- | --------------------- | -------------------------- | ---------------------------------------- | ----------------------- | ---- |
| 1 | Каменный дорожный указатель | Wegesäule             | XIX век                    | На пересечении дорог Больбриц — Дёберкиц | 09302904                |      |
| 2 | Каменный дорожный указатель | Wegesäule             | XIX век                    | Больбриц, участок № 161                  | 09302908                |      |
| 3 | Жилой дом                   | Wohnstallhaus         | Вторая половина XVIII века | Bloaschütz 5                             | 09253696                |      |
| 4 | Жилой дом                   | Wohnstallhaus         | Вторая половина XVIII века | Bloaschütz 6                             | 09253695                |      |